# Korpus Kawaleryjski Gwardii
Korpus Kawaleryjski Gwardii (ros. Гвардейский кавалерийский корпус) – jeden ze związków operacyjno-taktycznych  Imperium Rosyjskiego w czasie I wojny światowej. Sformowany w kwietniu 1915,  rozformowany na początku 1918.

## Podporządlowanie
- Armii Specjalnej (kwietnia 1915 - 23 lipca 1917)
- 11 Armii (23 września - grudnia 1917)

## Dowódcy Korpusu
- generał kawalerii G. Nachiczewanskij (kwiecień 1915 - kwiecień 1917)
- generał piechoty J. K. Arseniew (od kwietnia 1917)